# Titina (proteïna)
La titina (contracció de Titan protein) (també anomenada connectina) és una proteïna que en humans està codificada pel gen TTN. La titina és una proteïna gegant, de més d'1 µm de longitud, que funciona com a molla molecular responsable de l'elasticitat passiva del múscul. Comprèn 244 dominis proteics plegats individualment connectats per seqüències peptídiques no estructurades. Aquests dominis es despleguen quan la proteïna s'estira i es repleguen quan s'elimina la tensió.

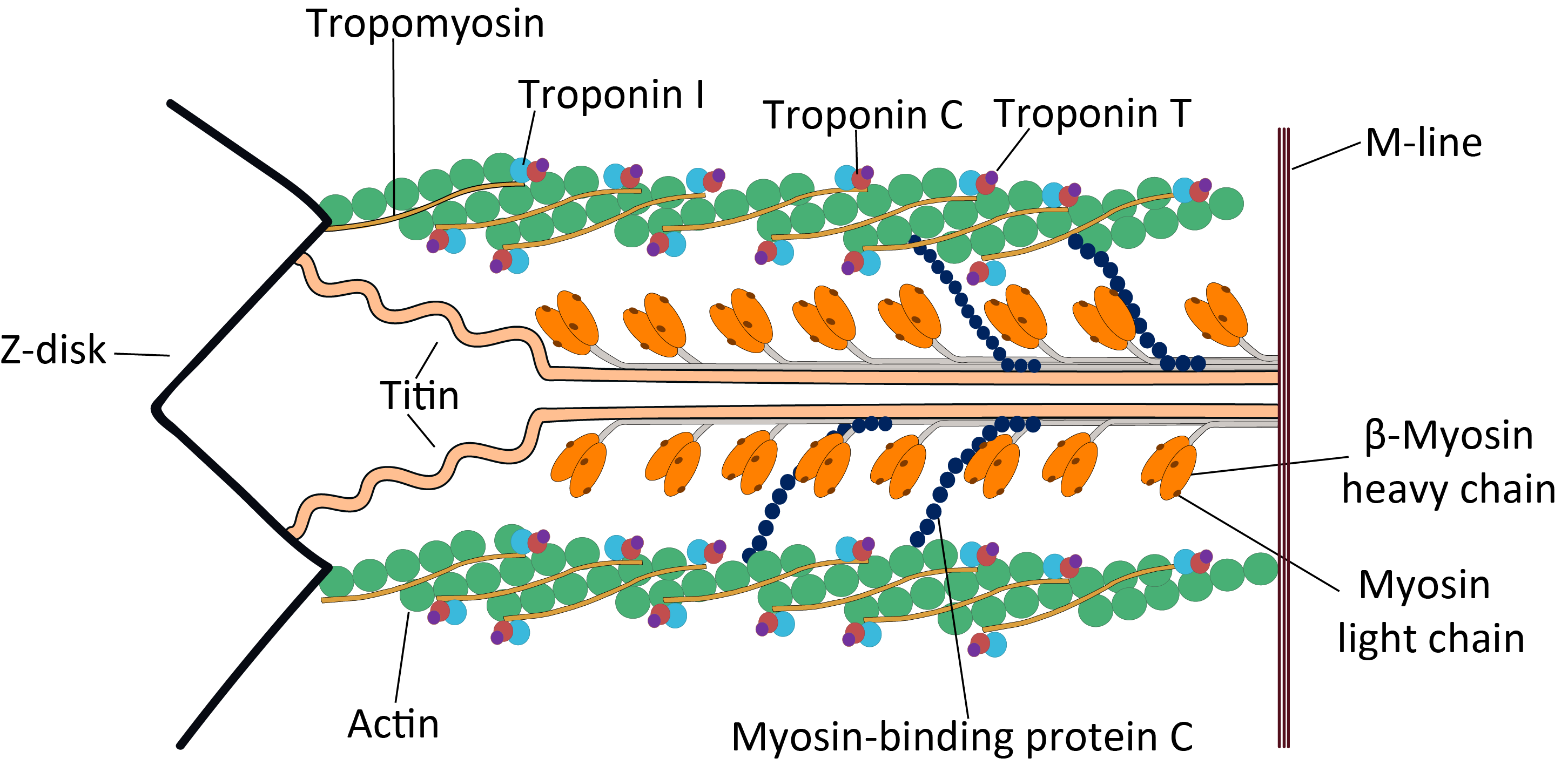
Estructura del sarcòmer cardíac, amb titina

La titina és important en la contracció dels teixits musculars estriats. Connecta el disc Z amb la línia M del sarcòmer. La proteïna contribueix a la transmissió de força al disc Z i a la tensió en repòs a la regió de la banda I. Limita el rang de moviment del sarcòmer en tensió, contribuint així a la rigidesa passiva del múscul. Les variacions en la seqüència de la titina entre diferents tipus de múscul estriat (cardi o esquelètic) s'han correlacionat amb diferències en les propietats mecàniques d'aquests músculs.

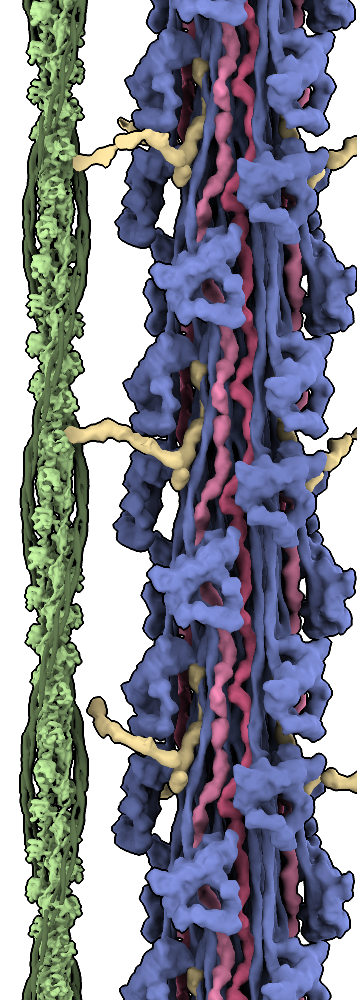
Reconstrucció del filament prim (verd) i gruixut del teixit cardíac dels mamífers. La miosina està en blau, MyBP-C és en groc i la titina està en dos tons de vermell (vermell fosc per a titina-alfa i vermell clar per a titina-beta).

La titina és la tercera proteïna més abundant al múscul (després de la miosina i l'actina), i un humà adult conté aproximadament 0,5 kg de titina. Amb la seva longitud de ~ 27.000 a ~ 35.000 aminoàcids (depenent de la isoforma d'empalmament), la titina és la proteïna més gran coneguda. A més, el gen de la titina conté el major nombre d'exons (363) descoberts en qualsevol gen únic, així com l'exó únic més llarg (17.106 pb).

## Descobriment
El 1954, Reiji Natori va proposar l'existència d'una estructura elàstica a la fibra muscular per explicar el retorn a l'estat de repòs quan els músculs s'estiren i després s'alliberen. El 1977, Koscak Maruyama i els seus companys van aïllar una proteïna elàstica de la fibra muscular que van anomenar connectina. Dos anys més tard, Kuan Wang i els seus companys van identificar una banda doblet al gel d'electroforesi corresponent a una proteïna elàstica de gran pes molecular que van anomenar titina.
El 1990, Siegfried Labeit va aïllar un clon d'ADNc parcial de titina. Cinc anys més tard, Labeit i Bernhard Kolmerer van determinar la seqüència d'ADNc de la titina cardíaca humana. L'any 2001, Labeit i els seus col·legues van determinar la seqüència completa del gen de la titina humana.

## Genètica
El gen humà que codifica la titina es troba al braç llarg del cromosoma 2 i conté 363 exons, que en conjunt codifiquen 38.138 residus d'aminoàcids (4200 kDa). Dins del gen es troben un gran nombre d'exons PEVK (prolina-glutamat-valina-lisina -abundant estructural motius) de 84 a 99 nucleòtids de longitud, que codifiquen motius conservats de 28 a 33 residus que poden representar unitats estructurals de la titina. Primavera PEVK. El nombre de motius PEVK en el gen de la titina sembla haver augmentat durant l'evolució, modificant aparentment la regió genòmica responsable de les propietats de primavera de la titina.

## Estructura

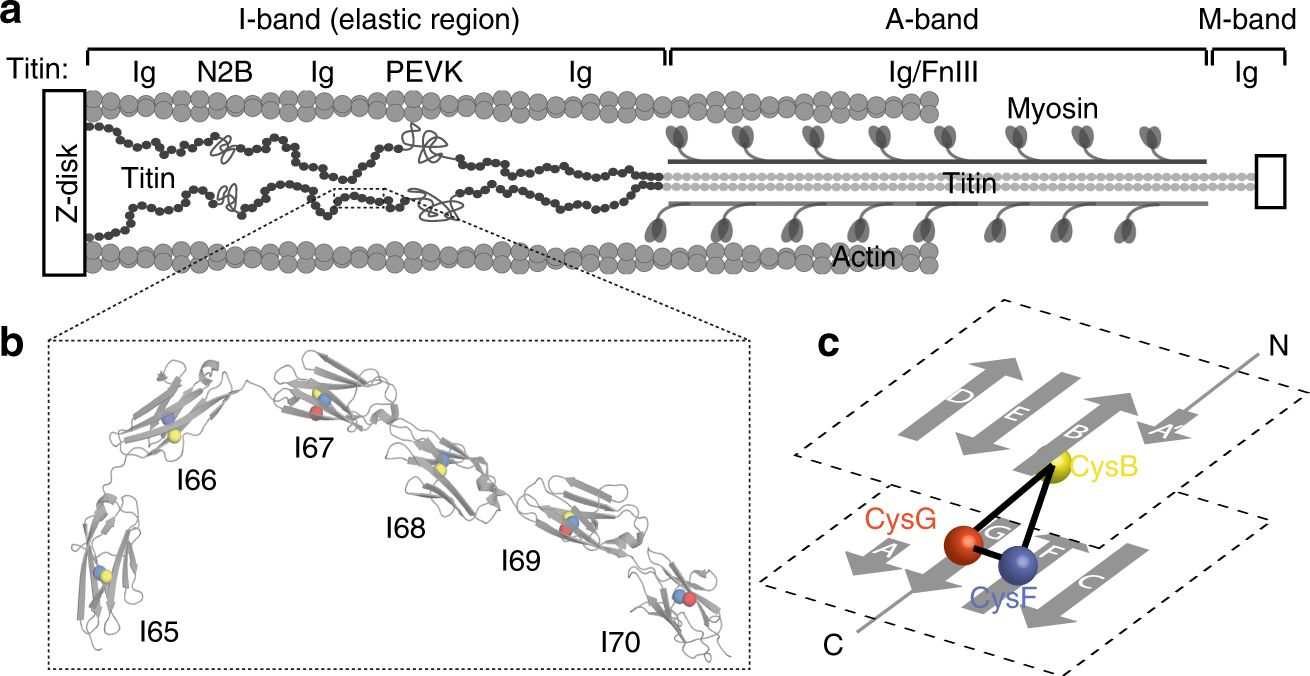
Dominis Titin Ig. a) Esquema d'una part d'un sarcòmer b) Estructura dels dominis Ig c) Topologia dels dominis Ig.

La titina és la proteïna més gran coneguda; la seva variant humana consta de 34.350 aminoàcids, amb el pes molecular de la isoforma "canònica" madura de la proteïna és d'aproximadament 3.816.030,05 Da. El seu homòleg de ratolí és encara més gran, comprèn 35.213 aminoàcids amb un pes molecular de 3.906.487,6 Da. Té un punt isoelèctric teòric de 6,02. La fórmula química empírica de la proteïna és C169.719 H270.466 N45.688 O52.238 S911. Té un índex d'inestabilitat teòric (II) de 42,38, classificant la proteïna com a inestable. Es preveu que la vida mitjana in vivo de la proteïna, el temps que triga a descompondre's la meitat de la quantitat de proteïna d'una cèl·lula després de la seva síntesi a la cèl·lula, és d'aproximadament 30 hores (en els reticulòcits de mamífers).
La titina es troba entre el filament gruixut de miosina i el disc Z. La titina consisteix principalment en una matriu lineal de dos tipus de mòduls, també coneguts com a dominis proteics (244 còpies en total): domini de fibronectina tipus III (132 còpies) i domini d'immunoglobulina tipus II (112 còpies).